# Hans Peter Detlef Reichenbach
Hans Peter Detlef Reichenbach (*  6. März 1795 in Rendsburg; † 14. März 1885 in Altona) war ein deutscher Mediziner, Naturforscher und Autor.

## Leben
Hans Peter Detlef Reichenbach war der Sohn des Kaufmanns Christian Heinrich Reichenbach und dessen Ehefrau Elsabe Margarethe, geborene Rodewolt.
Er besuchte das Gymnasium in Altona und studierte anschließend von 1819 bis 1823 an der Christian-Albrechts-Universität zu Kiel und von 1823 bis 1826 an der Universität in Kopenhagen Medizin.
Im Jahr 1826 bestand er in Kopenhagen das medizinisch-chirurgische Examen und ließ sich in Altona als praktischer Arzt nieder. Nach 18-jähriger Tätigkeit als Arzt wurde er 1845 in Kiel mit seiner Dissertation De consecandis membrorum sive artuum nervis zum Dr. med. & chir. promoviert.
Hans Peter Detlef Reichenbach war Mitglied der Gesellschaft Deutscher Naturforscher und Ärzte und wurde am 1. Mai 1857 unter der Präsidentschaft von Christian Gottfried Daniel Nees von Esenbeck mit dem akademischen Beinamen Galenus V. unter der Matrikel-Nr. 1803 als Mitglied in die Kaiserliche Leopoldino-Carolinische Deutsche Akademie der Naturforscher aufgenommen.

## Schriften
- Beweis aus der jüdischen Religion, das die Juden in den christlichen Staaten nicht emancipirt werden können, wenn die Christen nicht dadurch sich ihnen zinsbar und unterthan machen wollen. Blatt, Altona 1841 (Digitalisat)
- Erste Hauptgrundsätze einer zukünftigen allgemeinen Philosophie des Wahrnehmbaren oder philosophische Betrachtungen über Gott, die Natur und den Menschen. Altona 1842 (Digitalisat)
- De consecandis membrorum sive artuum nervis, supplementum parvum ad hanc operationem tractandam. Blatt, Altona 1845 (Digitalisat)
- Über die Entstehung des Menschen. Ein kleiner Beitrag zur Anthropologie u. Philosophie. Wendeborn, Altona 1854 (Digitalisat)